# Робер Ерсан
Робер Жозеф Еміль Ерсан (англ. Robert Joseph Emil Hersant; 31 січня 1920—21 квітня 1996) — французький видавник, медіамагнат та політик. Власник 6 видавничих компаній (найбільша серед них - Socpresse), які відавали у Парижі та провінціях Франції 18 щоденних газет, 9 загальнополітичних тижневиків, 10 спеціалізованих видань, а також володіли декількома гезатами у всьому світі, 30 радіостанціями, агенцією друку "Agence Générale de Presse et de l’informason" (укр. Генеральна Агенція Преси та Інформації, транслітерується українською: [Агенс Женераль де Прес е де Линформасьон] Помилка: {{Lang}}: письмо: latn не підтримується для коду: en (допомога)), рекламною агенцією "Publiprint" (транслітерується українською: [Паблипринт] Помилка: {{Lang}}: письмо: latn не підтримується для коду: en (допомога)) та мережею великих типографій по всій Франції.

## Біографія

### Роки за підтримки нацизму
Робер Ерсан народився 31 січня 1920 року в місті Вертю. Навчався у Руані, де з п’ятнадцяти років входив до правої політичної організації "Молоді соціалісти" (SFIO). Саме завдяки членству у цій організації він познайомився з людьми, які вплинули на його майбутню діяльність: анархо-синдикалістом Олександром Ебером та Жаном-Марі Балестром, майбутнім президентом Міжнародної федерації автоспорту.
У 1940 році Ерсан переїжджає до Парижу, де збирає пронацистську групу "Молодий фронт", яка знаходилася під ідейним впливом Французької націонал-колективістської партії. Разом з її лідером П’єром Клементі вони видавали антисемітську газету "Au Pilori" (укр. У ганебний стовп, 1940-1944), яку субсидувала нацистська влада. Вже у жовтні 1940 року Ерсан залишає «Молодий фронт», аби стати членом Генерального секретаріату у справах молоді режиму Віші. У 1941-1942 він створює табір імені маршала Філіппа Петена у Лімей-Бреванні заради того, аби вселити молодим людям у галузі національної ідеології революції.
15 червня 1945 року Ерсан був заарештований та поміщений у в'язницю під Френе на 1 місяць. У 1947 він знову був засуджений за співробітництво з нацистською Німеччиною. Згідно законам Франції, які були прийняті після Другої світової війни та названі "Блакитним зошитом", він не мав права видавати політичні видання 10 років. Але вже у 1952 році він потрапив під загальну амністію.

### Політична діяльність
У жовтні 1952 року Ерсан купує "Тижневик Уазу" та використовує його аби розпочати свою політичну кар'єру. У лютому 1953 року він був обраний мером містечка Равенель, Уаза, та у січні 1956 року балотувався на депутатський мандат в Національній Асамблеї як радикальний кандидат. Він був обраний за підтримки Французької Секції Інтернаціоналу робітників (SFIO) та Демократичного та Соціалістичного Союзу Опору (UDSR). Тим не менш, 18 квітня 1956 року його обрання викликало бурхливу дискусію у Національній Асамблеї у зв'язку з його колабораціоністським минулим. Національні збори скасували свій вибір, але 25 жовтня 1956 року Ерсан був переобраний.
Як депутат, Ерсан виступав за реформу конституції 1946 року. Це дозволило би прямі вибори Президента Ради, та він зміг би сформувати свій кабінет з людей, які не належать до законодавчих органів. Також він висловився за розділ Алжиру як рішення алжирської війни. У 1976 році він був обраний як соціаліст з Федерацією демократичних та соціалістичних лівих сил (ФДСЛС). Пізніше він перейшов до консервативних сил, лояльних до Валері Жискар д’Естен. Він залишався депутатом до 1978 року. У 1984 році Ерсан став депутатом Європейського парламенту в Страсбурзі як консерватор та служив там до своєї смерті.
У 1986 році він кинув виклик закону, який був прийнятий соціалістичним урядом, яке було тоді у владі. Цей закон закон був відомий як «закон про боротьбу з Ерсаном» та лімітував можливості володіння пресою. Ерсан правильно розрахував, що праві прийдуть до влади того ж року та відмінять закон.

### Видавнича діяльність
Видавнича діяльність Ерсана почалась ще у 1950 році. Після декількох невдалих публікацій (Bazars et Galeries, l'Equipement Ménager, le Quincailler) він разом з Ж-М. Балестром починає видавати "L'Auto-Journal", який призвів до успіху через зростаючий інтерес до автомобілів. Того ж року він заснував "Групу Ерсана"(фр. Le groupe de presse Hersant).
Активна політична позиція вимагала якомога більше підтримки у пресі. У 1956 році Ерсан купує газету "Populer" на заході країни, яку згодом перейменував в "L’Eclair". Цього ж часу була змінена редакційна концепція газети: основну увагу редакція почала приділяти інформації, а не коментарям.
У 1957 році, використовуючи кризове становище газет, через свою холдингову компанію Socpresse купує 8 видань в Пуатьє, Шатору, Ліможе, Оріякі, Бриве, Періге та Родезі. Поступово він об’єднує під спільною назвою "Centre Press", зберігаючи минулу назву, а з 1959 року виходить єдине видання "Centre Press" з місцевими вкладками. Його загальний тираж склав близько 150 тисяч екземплярів. Таким чином, Ерсан знайшов новий метод управління, який був вигідніший з економічної точки зору: тепер можна було не тримати цілий натовп журналістів у кожній регіональній газеті, а віддати та обробку декільком співпрацівникам тільки блок місцевої інформації, адже загальнонаціональний блок готувався окремою редакцією в Парижі та був єдиним для усіх регіонів. Таким чином, менеджерські нововведення Ерсана обумовили таке явище як концентрація на ринку французької преси.
У 1960 році група Ерсана купує видання "Résistance de l'Oist" та "Presse Océan", а у другій половині 1960-х років Ерсан також став власником "Nord-Matin" та "Nord-Eclair".
У 1975 році Ерсан купує у Жана Пруво велику консервативну газету "Le Figaro", в 1976 – щоденну "France-Soir", а у 1980 - "L’Aurorе". У той же час було заявлено, що президент Жискар д’Естен допомог Ерсану отримати кредити, аби мати три паризькі газеті, які б керувалися політичним союзником. У 1979 році Ерсан запускає "Le Figaro-Magazine", щонедільний додаток до "Le Figaro", на чолі з Луі Паульсом. У 1980 "Le Figaro" поглинає "L’Aurore". У 1983 році Ерсан купує "Le Dauphine Libéré", у 1985 – "L'Union de Reims" та "Le Progrès de Lyon". Купівля останньої викликала багато хвилювань, адже її навіть називали "символом республіки":
Le Point, 1986, №631, с. 32.
Le Nouvel Observateur, 1985, №1099, с. 34.
У 1981-1982 Ерсан провів "велику чистку" серед своїх активів. Він продав газету "L’Eclair" своїй дружині Роланді Ерсан, потупився "Berry República" групі «Montagne», а видання "Centre Press" - групі "Midi Libre". У 1982 він продав свою долю в капіталі "Nouvel República de Pirenne" (51%). У 1983 році Ерсан після довгого судового розгляду був визнаний найбільшим акціонером групи "Le Dauphiné Libéré". У 1993 році Ерсан стає власником однієї з найбільших щоденних газет країни - "Les Dernières Nouvelles d'Alsace" у Страсбурзі (222 527 екземплярів), за яку він заплатив 331,5 млрд. франків.
Таким чином, якщо не рахувати дочірні видання "Le Progrès" та "Le Dauphiné Libéré", на початку 1990-х років тільки на території Франції група Ерсана володіла 17 щоденними регіональними виданнями.
У 1987 Ерсан об’єднав свої зусилля з італійським медіамагнатом Сільвіо Берлусконі, аби заснувати п’яту телевізійну мережу Франції La Cinq, яка рухнула у 1992 році з великими фінансовими втратами.
Після падіння Берлінської стіни, Ерсан направив свою діяльність у Східну Європу. В 1991 році він купує "Magyar Nemzet" (Угорщина) та польські "Rzeczpospolita", "Tempo", "Dziennik Baltycki", "Dziennik Lodzki", "Trybuna Slaska", "Express Ilustrowany", "Wieczor Wybrzeza", "Dziennik Zachodni" та "Gazeta Krakowska".
З початку 1990-х група Ерсана переживає економічні труднощі. У 1994 році її борги склали 4 млрд. франків, а прибутки від реклами у 1990-1993 роках знизилися з 4 млрд. до 2,6 млрд. франків.
Помер Робер Ерсан 21 квітня 1996 року після затяжної хвороби у Сент-Клу, залишивши жінку та 8 дітей. Групу Ерсана він передав своєму синові Філіпу Ерсану.

## Цікаві факти з життя
- Через колабораціоністське минуле сатиричні видання навмисно робили помилки: замість Hersant вони друкували Herr Sant.
- За активну діяльність у купівлі газет Ерсана називали і "пожирачем газет"("papivore"), і "рятівником".
- У 1996 році у групі Ерсана працювали 8 000 чоловік та щорічний дохід був 6 млрд французьких франків.
- У листопаді 1978 року Ерсан був звинувачений у порушенні 9-ї статі ордонанса від 26 серпня 1944 року, у якому говорилося, що одна й та ж людина не може керувати більше ніж одним друкованим органом на території Франції. Але після прийняття законів про друк від 1 серпня та 27 листопада 1986 року судовий процес проти Ерсана був зупинений, адже існування груп преси були визнано де-факто.

## Видання, якими володів Ерсан у 1996 році
Франція
- Le Figaro
- France-Soir
- Le Progrès (Ліон)
- Le Journal de Saône et Loire
- Le Bien public (Діжон)
- Le Courrier de l'Ouest Angers
- Le Dauphiné Libéré (Гренобль)
- Presse Océan (Нант)
- L'Eclair (Нант)
- Centre presse (Пуатьє)
- Le Maine libre (Ле-Ман)
- Le Havre presse
- Le Havre libre
- La Liberté du Morbihan
- L'Union (Реймс)
- L'Ardennais
- Nord-Eclair
- Nord-Matin
- Paris-Normandie
- Les Dernières Nouvelles d'Alsace
- L'Est Républicain
- L'Est éclair
- Libération Champagne
- La Haute-Marne libérée
- France-Antilles Martinique
- France-Antilles Guadeloupe
- La Dépêche de Tahiti
- Le Quotidien de la Réunion

Бельгія
- 42% від газети Le Soir

Польща
- Одна національна щоденна газета та одна спортивна щоденна газета

Чехія
- Одна національна та чотири регіональні газети

Словаччина
- дві щоденні газети